# 三笠號戰艦

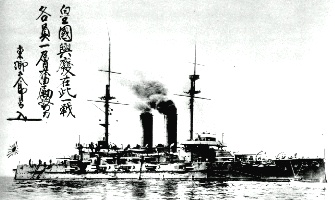
1905年的三笠

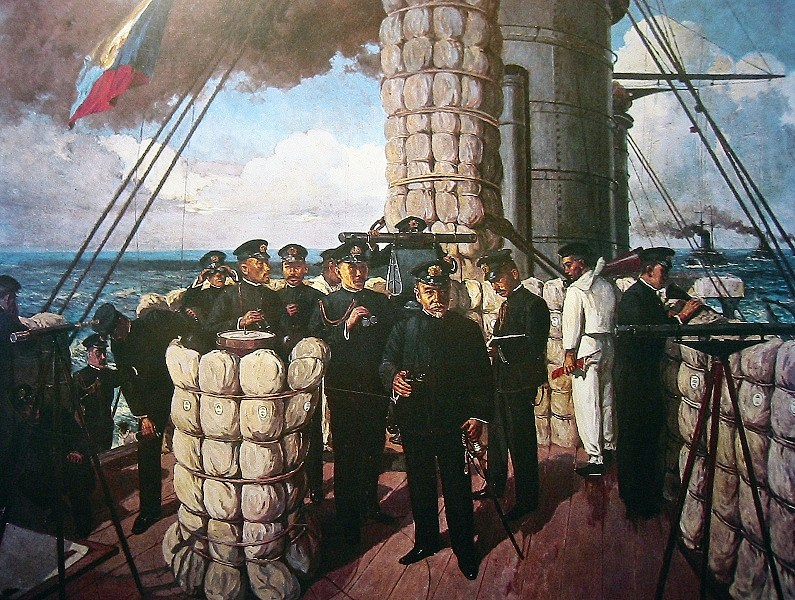
東鄉平八郎在日軍旗艦三笠號艦橋上指揮戰鬥的油畫

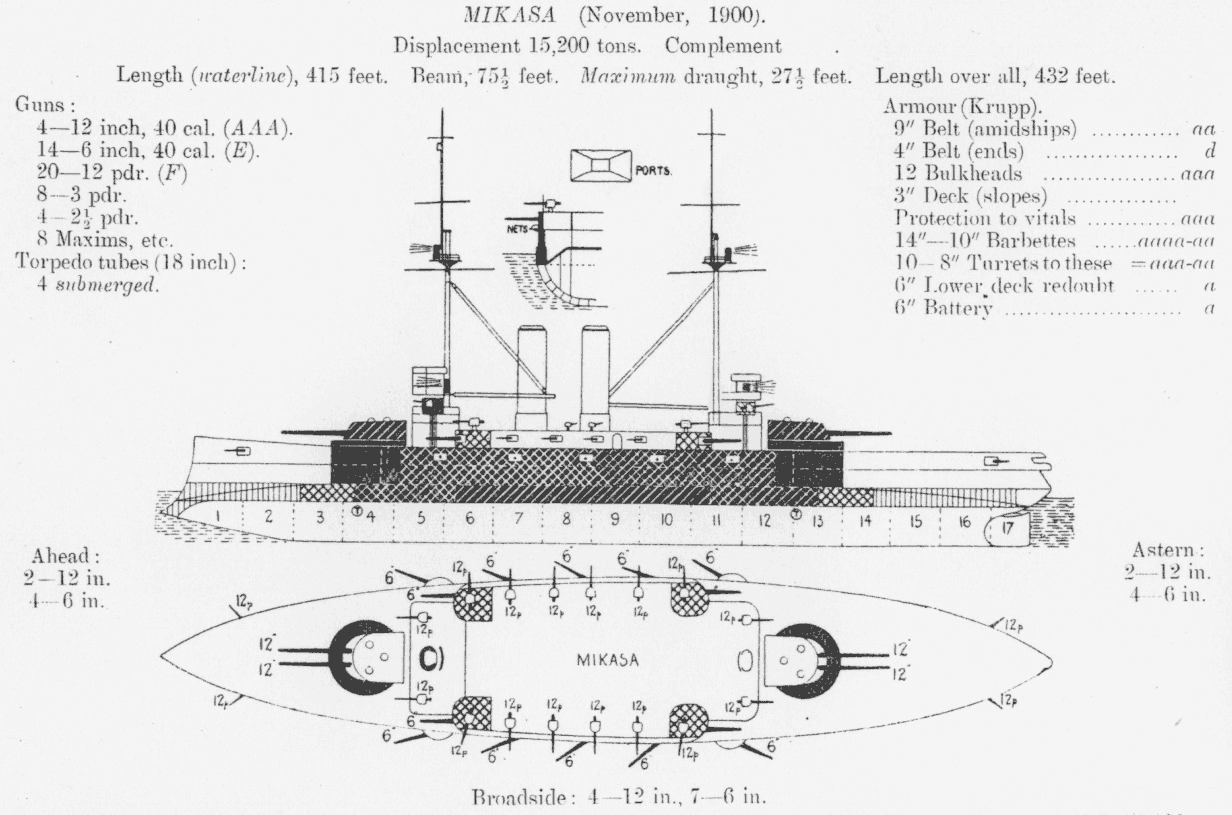
1906年版珍氏戰船年鑑要目

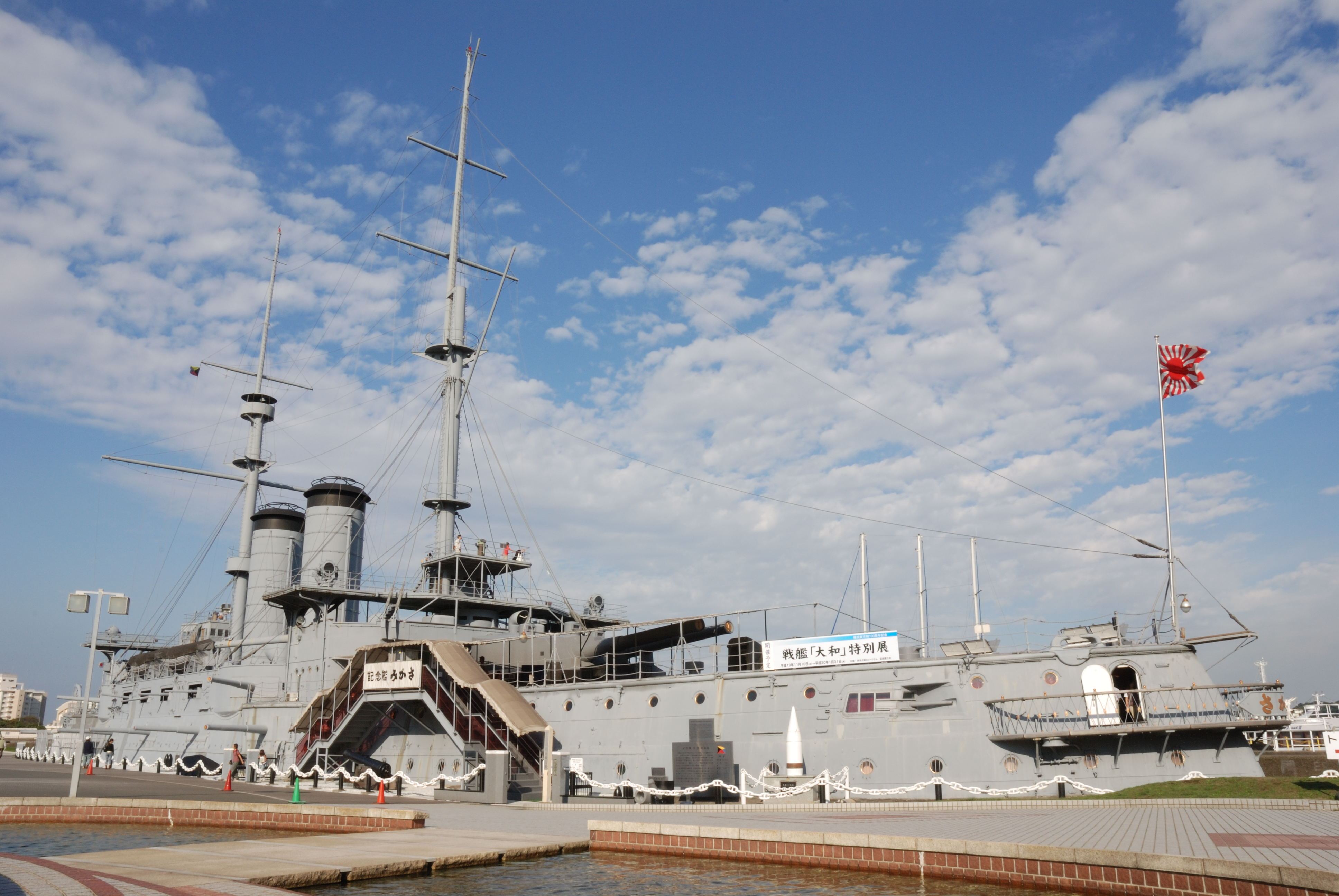
三笠公園保存的戰艦三笠

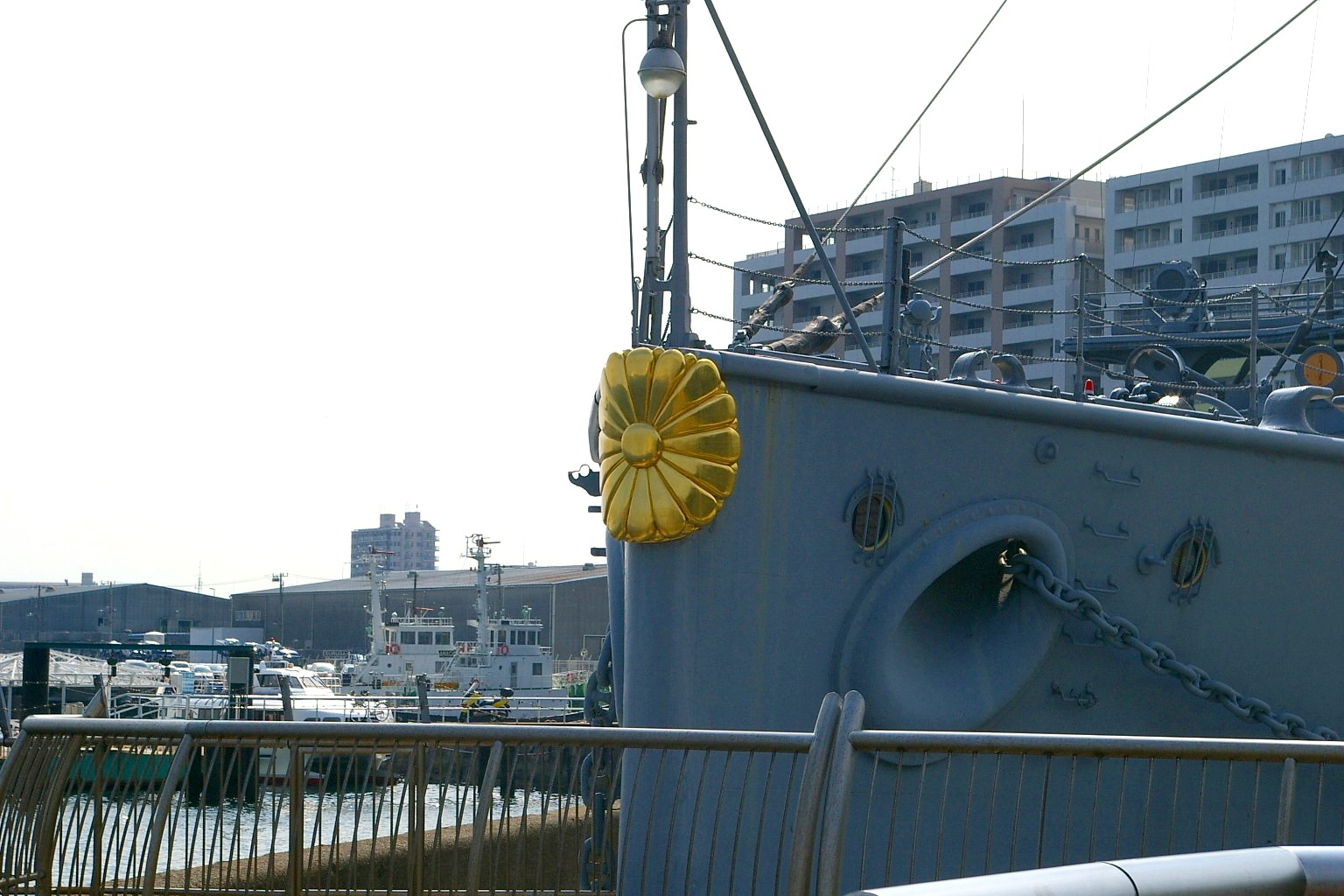
三笠的菊花紋章

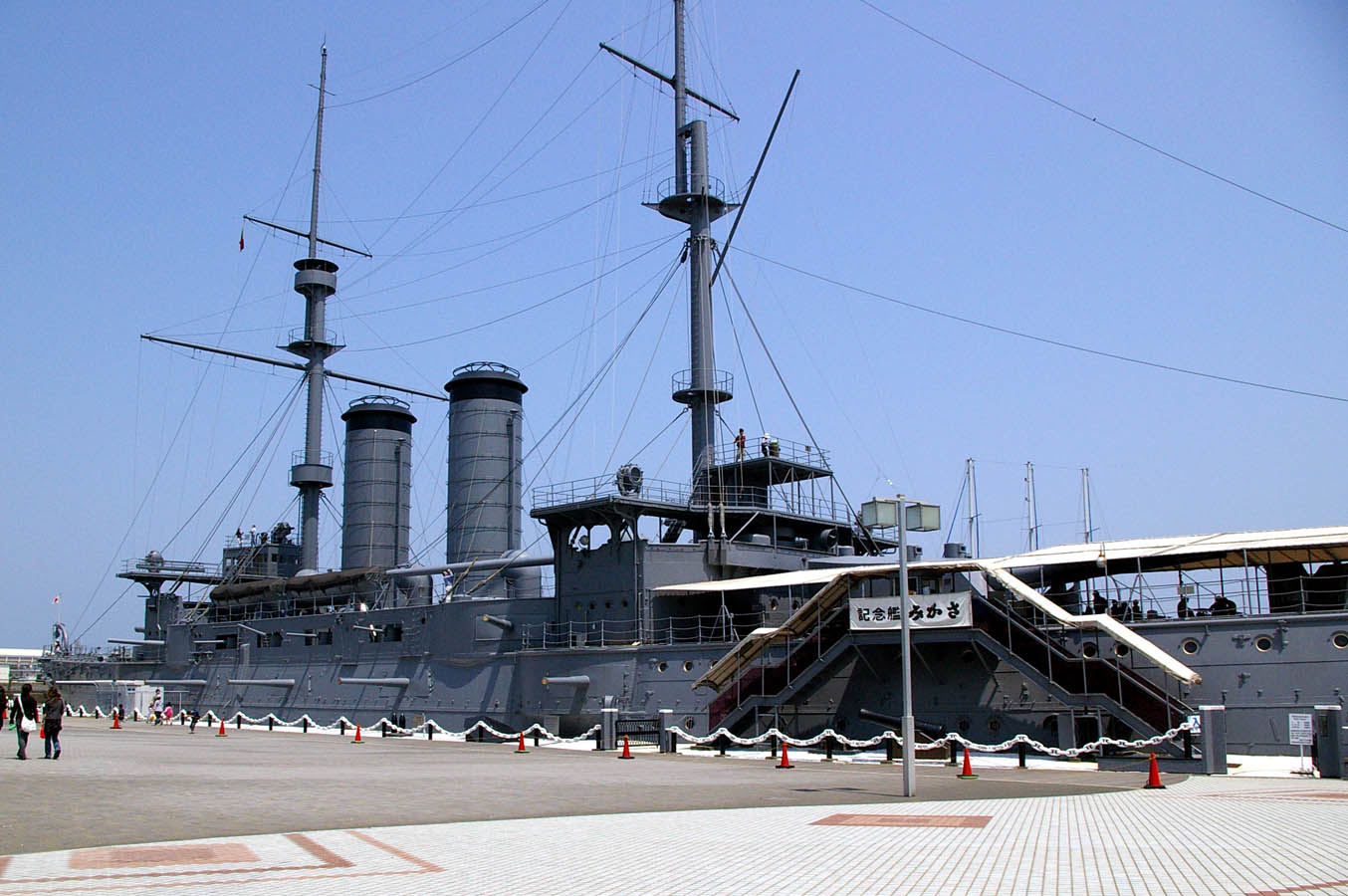
2005年的三笠

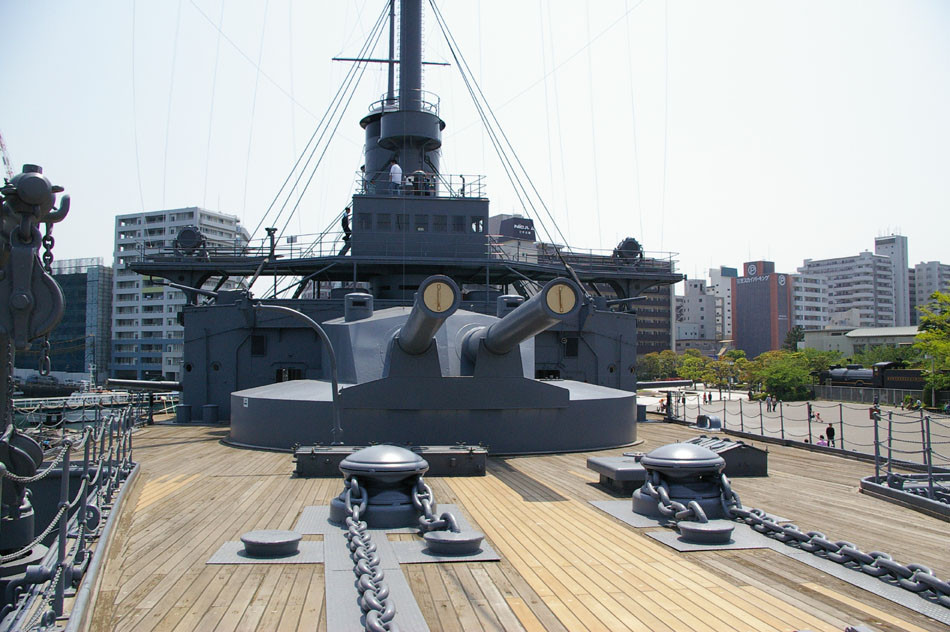
2005年三笠的艦橋與主炮

三笠號戰艦（みかさ）是大日本帝國海軍的戰艦，為敷島級戰艦四號艦，以奈良縣的三笠山命名。同級艦有敷島號、初瀬號、朝日號。
在1904年（明治37年）日俄戰争中，擔任聯合艦隊旗艦、聯合艦隊司令長官東鄉平八郎大將座艦。現在於横須賀市的三笠公園以紀念艦形式保存。

## 背景
1894年至1895年期間的中日甲午戰爭，日本在俄羅斯帝國的壓力下被迫歸還遼東半島給中國。日本遭受此等屈辱後，為對抗俄羅斯帝國，海軍開始進行一系列加強軍事力量的計畫。敷島級戰艦在其中的『六六艦隊計劃』（配備戰艦6艘、裝甲巡洋艦6艘的計劃）中開始興建。
1899年1月24日，三笠號在英國維克斯父子-馬克沁公司巴羅因弗內斯造船廠動工，1900年11月8日完工下水，耗時三年、耗資八百八十萬日元。 
「六・六艦隊」計劃因為需要龐大金額，日本海軍的債務雖然在甲午戰爭以前就已著手重組、改善，但該計劃所需的金額仍就超出海軍預算，要完成計劃就只有非法挪用預算這個違反憲法的方法。在「六・六艦隊」計畫的提議人山本權兵衛跟協助者西鄉從道的商量时，西郷說：「山本先生，無論如何一定要買（軍艦）。要挪用預算，那當然是違反憲法的。如果議會追究違憲責任，就在二重橋切腹吧。如果死兩個人就能買到軍艦，也算死得其所了。」于是三笠号在非法挪用預算下完成。

## 影響
日本艦隊的表現被西方大國觀察和分析，成為對下一代戰艦（無畏號戰列艦等）的定義的重要角色，從衝突中證實了重型火炮更高的效率和遠程火力的重要性。
俄國艦隊的失敗和樸次茅斯和約的簽屬（9月5日），使俄國社會內部的不安持續增強。1905年，海軍以塞凡堡（Sevastopol）、海參崴（Vladivostok）和喀琅施塔得（Kronstadt）反叛，叛亂在6月銳化，叛軍還曾登上波坦金號戰艦（Potemkin）。1917年，遲暮的俄國終於爆發革命，在10月達到了高潮，當沙皇尼古拉二世被迫放棄他專制主義的獨裁力量，並且簽署十月宣言後，俄羅斯侵略東亞的進程大幅度倒退。
終於，日本的勝利使日本正式成為亞洲的強權，與亞洲人種可以立足國際場面的證明。保存至今的三笠號是前無畏式戰艦時代留存的最後戰艦。

## 特點
三笠號交艦之時，是當時科技最先進的戰艦，火力和防護力史無前例地組合，改良了英國皇家海軍最新的可畏號戰艦設計，增加了噸位（由14,900噸增至15,140噸），改善速度（由17節改善至18節），輕微地加強軍備（增加兩門十五厘米炮），和更強的裝甲：保留了同樣的裝甲厚度但使用了高性能克虜伯鋼（Krupp armour）裝甲，防禦力大約較可畏級所採用的哈威鋼（Harvey armour）加強50%。
三笠號的主炮被編組在中央的艦橋裝甲，使得全艦能均勻地受重克虜伯防護鋼板保護。由於這設計，三笠能承受大量直接命中的砲彈：在1904年8月10日的黄海海戰被擊中20發砲彈、對馬海峽海戰被擊中30發砲彈，但只受到有限的損傷。高度訓練的日本炮兵充分地利用了三笠的高火力和高射程主砲。

## 歷史

### 交接
三笠號是六・六艦隊的最後一隻艦，1899年1月24日在維克斯父子-馬克沁公司巴羅因弗內斯造船廠動工。1900年11月8日下水。1902年1月15日至20日公開測試，3月1日在修咸頓舉行交接儀式交付日本海軍。艦身費用為88萬英磅，武器費32萬英磅。3月13日在英國普利茅斯啟航，經蘇伊士運河在5月18日到達横須賀。初代艦長是早崎源吾大佐。在横須賀整備後6月23日出航，7月17日到達母港舞鶴。

### 聯合艦隊旗艦
1903年12月28日，三笠號成為聯合艦隊旗艦。1904年2月6日參加日俄戰爭。8月10日加入黄海海戰。12月28日駛入吳港修理。1905年2月14日、駛出吳港，經江田島、佐世保，21日進駐朝鮮半島的鎮海灣。之後以該地為據點，在對馬海峡進行訓練。5月27日、28日在對馬海峡海戰與俄羅斯的波羅的海艦隊交戰。
三笠號在對馬海峡海戰帶領日本聯合艦隊進行一場歷史上決定性的海戰，俄國艦隊幾乎全滅：俄國喪失38艘船，21艘沉沒，7艘遭日本海軍擄獲，6艘解除武裝，對馬海峽海戰中共有4,545名俄國軍人死亡，6,106人遭俘。
另一方面，日本海軍只損失了116名士兵與3艘魚雷艇。日本海軍組建時是根據英國皇家海軍的高度專業標準所組織訓練；反觀俄國波罗的海舰队不僅組織力較低且經過万里跋涉，到達東北亞時已师老兵疲。

### 事故沉沒
日俄戰爭終結之後緊接的1905年9月11日，三笠號在佐世保港內因為後部彈藥庫的爆炸事故而沉沒了，這個事故中死者共339名。
當時在水兵間流行在彈藥庫前玩「點燃信號用酒精并吹熄後，就着臭味飲用」的惡作劇，在惡作劇的進行中，有一說是有水兵不留神翻倒了有火的洗臉盆，另一說是下瀨火藥的變質。這個爆炸沉沒事故被認為是秋山真之少佐埋頭於宗教研究的原因之一。10月23日，海軍凱旋式敷島號戰艦替換三笠號成為旗艦。
事故當時，聯合艦隊司令長官東鄉平八郎大將在岸上因此平安無事。同時，剛到任艦隊附屬軍樂隊的瀬戶口藤吉海軍軍樂長在事故當時也不在船上，因此逃過一劫。不過，很多軍樂兵由於該事故殉職。
三笠號成為預備艦，1906年8月8日打捞起到佐世保工廠修理，1908年4月24日，回到第1艦隊再次擔任旗艦。

### 第一次世界大戰西伯利亞出兵
1914年8月23日，日本參加第一次世界大戰初期三笠號在日本海等從事警備活動。
此後從1918年開始至1921年之間，為從東面牽制大戰中誕生的社會主義國蘇聯，日本出兵支援西伯利亞（參加前實施防寒工事，飛機實行臨時搭載）。
1921年9月1日三笠號成為一等海防艦，不過，9月16日在海參崴港（Vladivostok）外海峽中航行時在濃霧中觸礁。離礁後在海參崴港（Владивосток）入船塢修理，11月3日歸投舞鶴。

### 紀念艦
根據华盛顿海军条约使三笠號決定廢艦。1923年9月1日因為關東大地震使三笠號撞到碼頭、浸水，9月20日於帝國海軍除籍。
根據华盛顿海军条约廢艦後，由於日本國民對三笠號的保存運動非常勃興，日本將解体的地方作為三笠公園。1925年1月內閣會議決定把不能復歸現役狀態做為條件的特別認可去保存三笠號，作為紀念艦在橫須賀保存，同年6月18日開始保存的工程，把船頭固定轉向皇宮。11月10日工程完成，11月12日進行保存式。

### 复原
三笠號在第二次世界大戰當中遭到美國陸軍航空軍（USAAF）轟炸，太平洋戰爭戰敗後，同盟國軍佔領日本期間，蘇聯要求将三笠號进行拆毁，但在思想较亲日的尼米兹上将和陆军威洛比少将的奔走下而倖免於難。舰上為美軍在军官室設置了“东条夜总会”等娛樂設施，上部兵裝和上層結構全被撤除，能拆下的金屬類（銅和黃銅等）被拿走，大部分煤氣切斷，柚木製甲板也因需要柴火和建材而被拆除，三笠號就此荒廢。
英國人約翰·S·鲁賓（John S. Rubin）見三笠號如此慘狀，氣憤地向《日本時報》（Japan Times）投稿，引起極大迴響。美國海軍五星上將尼米兹因憂慮三笠號的狀況著書出版，且為了保存三笠號而推動捐款運動等，開始顯示大眾對復原三笠號的重視。由於美國通過預算的支持和尼米兹的直接介入，復原工作於1958年開始進行，1961年5月27日完成，共花10億8000萬日元。大量的遺失零配件由智利政府以當時在日本解體的智利戰艦拉托雷海军上將號（Almirante Latorre）作為贈禮提供。三笠號與位在英國樸次茅夫的勝利號與在美國波士頓的憲法號，被選定為世界三艘偉大歷史軍艦之一。三笠號现在是防卫省名下的国有财产。

### 略年表
- 1898年（明治31年）- 日本政府向英國巴羅發內斯造船廠訂貨。
- 1899年（明治32年）1月24日－動工。
- 1902年（明治35年）3月1日－竣工。
- 1905年（明治38年）5月27日－5月28日－在對馬海峡海戰成為聯合艦隊旗艦、聯合艦隊司令長官東鄉平八郎座艦。
- 1905年（明治38年）9月11日－佐世保港内爆發事故沈没。
- 1906年（明治39年）- 打撈後開始重新修理。
- 1923年（大正12年）- 因华盛顿海军条约成為廢艦。
- 1923年（大正12年）9月20日－除籍。

- 1925年（大正14年）- 通過會議決定以紀念艦形式由横須賀保存。財團法人三笠保存會成立。
- 1926年（大正15年）11月12日－三笠保存紀念式舉行。其後改稱「紀念艦三笠」。

- 1945年（昭和20年）- 被聯合國軍接收。三笠保存會解散。其荒廢。
- 1958年（昭和33年）- 三笠保存會再次成立，開始籌集復原資金。
- 1959年（昭和34年）－1961年（昭和36年）- 進行復原整備工程。
- 1961年（昭和36年）5月27日－「紀念艦三笠」復原紀念式舉行。

## 裝備資料
- 速力：18節（時速33公里）
- 動力

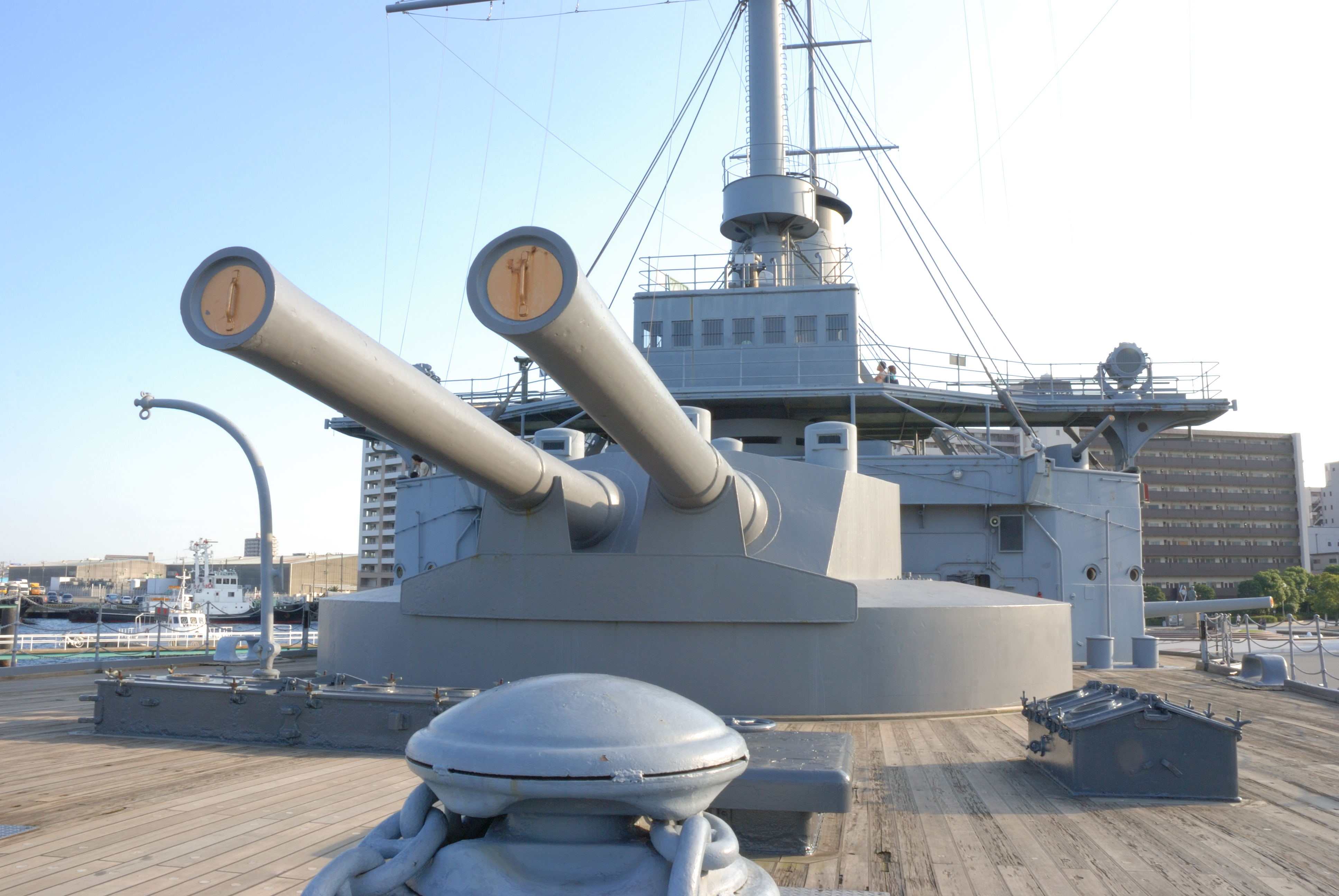
戰艦三笠的主砲

- 2台往復式蒸汽機，2軸推動，15,000馬力

- 裝備

- 主砲：305mmxL40倍徑砲4門，雙聯裝兩座。
- 副砲：152mmxL40倍徑砲14門，單裝14座。
- 補助砲：76.2mmxL40倍徑速射砲20門
- 魚雷發射管：單裝450mm魚雷發射管4門（裝備於水線下）
- 衝角

- 防御力

擁有壓倒性火力的同時，三笠亦使用了當時世界防御力最高的克虜伯鋼裝甲板。
- 通信能力

當時裝備有最新鋭的無線電機（三六式無線機），其通信能力在對馬海峡海戰充分發揮。

## 關連項目
- 大日本帝國海軍艦艇列表

- 戰艦列表

## 外部連結
- 記念艦三笠公式網頁（財團法人三笠保存會）（页面存档备份，存于）（世界三大紀念艦於横須賀市的三笠公園保存）